# La hermana de la Coneja
«La hermana de la coneja» es una canción perteneciente al músico popular uruguayo Jaime Roos. Forma parte del álbum 7 y 3 editado bajo el sello Orfeo en el año 1986. Roos, en una entrevista sobre el origen de la letra, explicó: Raúl Castro me mostró la letra de "La hermana de la coneja" en el invierno del ´85. Enseguida me imaginé una balada callejera en forma de milonga. Le pedí la letra a Raúl y así nació esta canción. Roos tenía pensado llamar a Dino Ciarlo para que la cantara, pero cuando grabó una prueba, sus allegados lo convencieron para que él pusiera la voz principal. Roos escribió el arreglo de chelo de este tema basado en la improvisación de bandoneón de Alberto Magnone.